# Prainha do Povoado São Brás
A Prainha do São Braz, popularmente conhecida como Prainha do Povoado São Brás, é uma prainha localizada no povoado São Braz, às margens do Rio do Sal, em Nossa Senhora do Socorro (SE).